# Prefabrykat

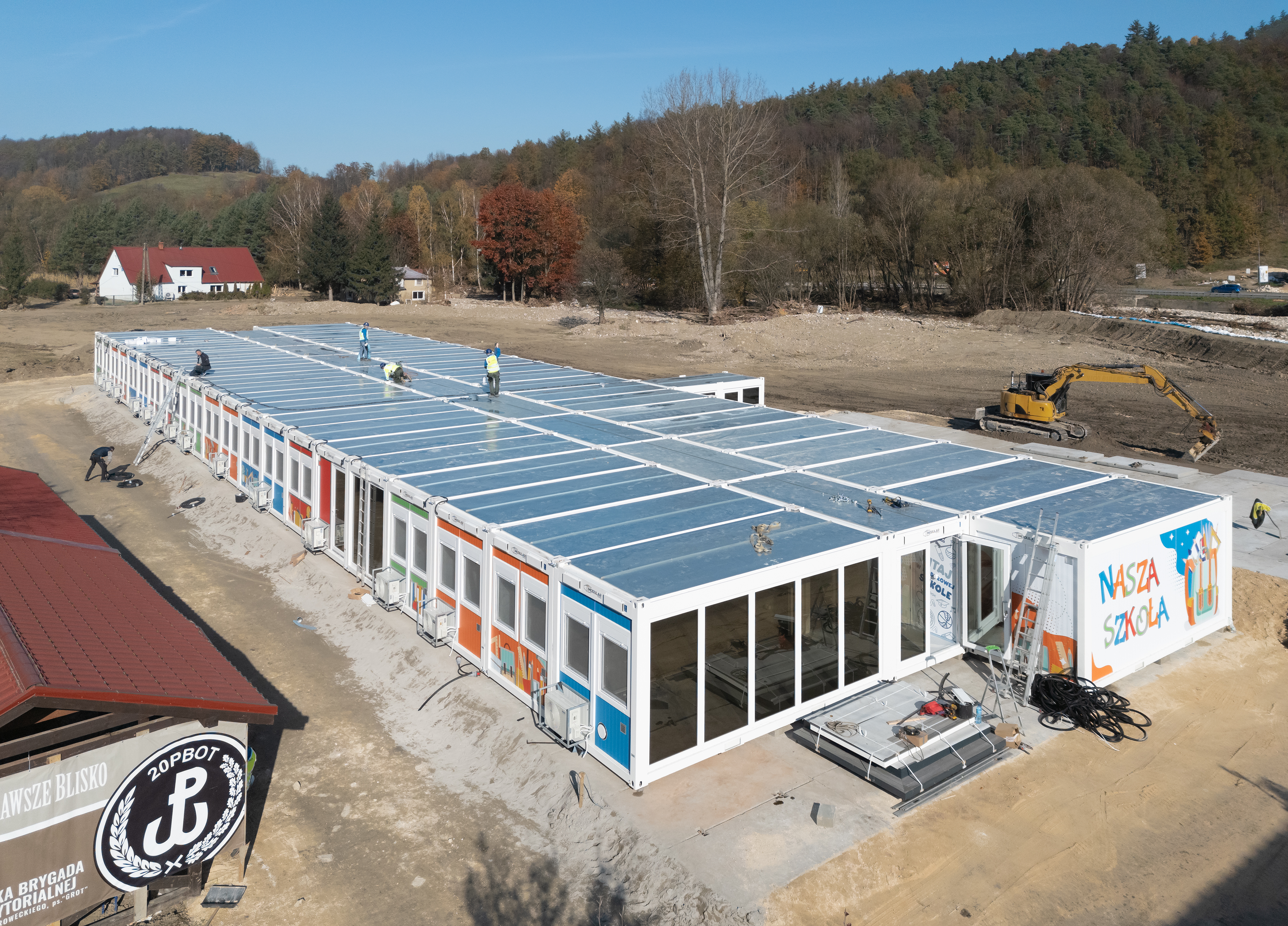
Budowa szkoły modułowej z prefabrykatów

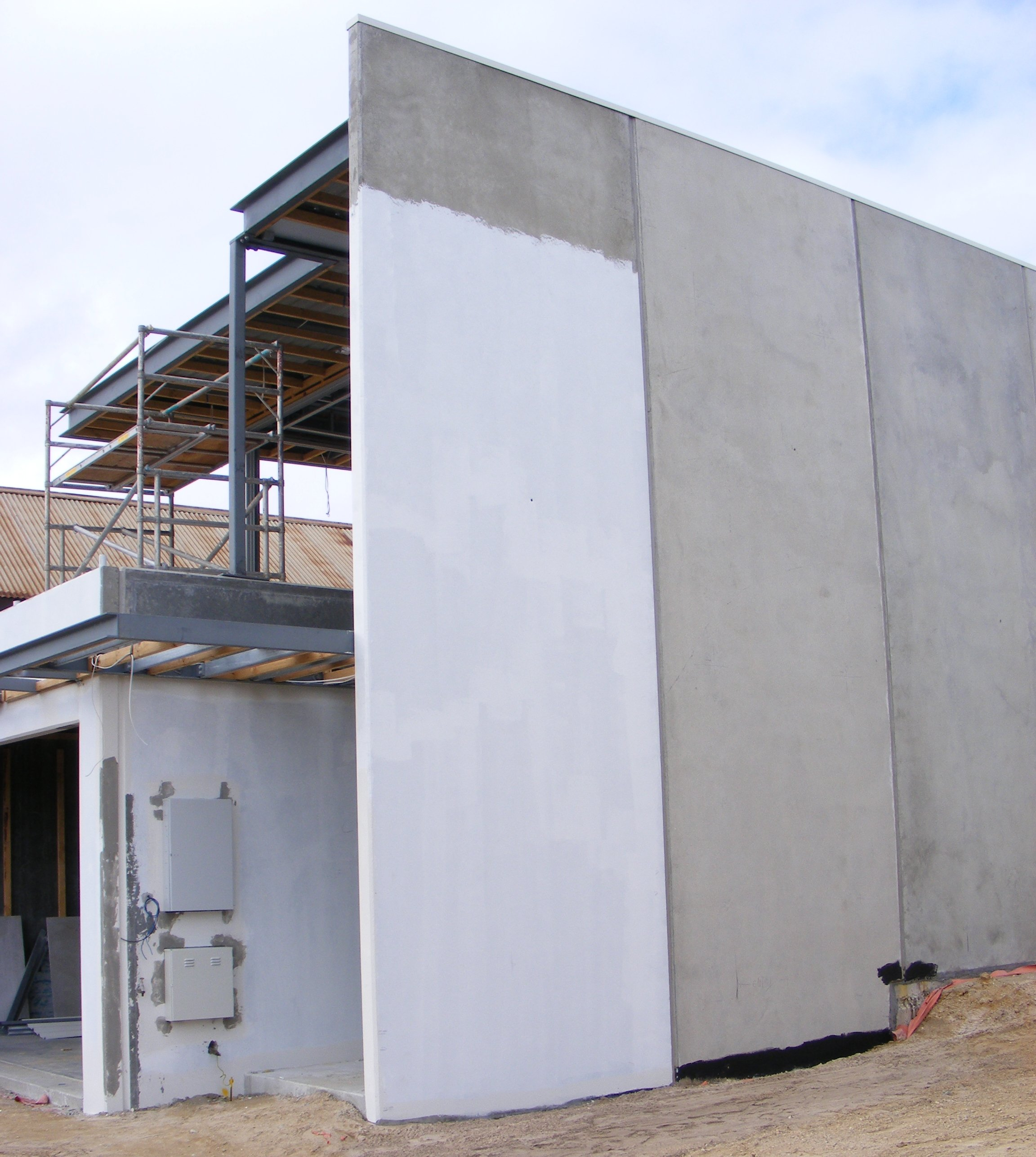
Przykład budynku budowanego przy użyciu prefabrykatów

Prefabrykat – półprodukt, typowy element budowlany służący do montażu na placu budowy, np. płyta stropowa.
Prefabrykatem jest każdy element budowlany lub konstrukcyjny, którego parametry użytkowania są zbliżone do pożądanych lub wymagają niewielkiej obróbki (np. mechanicznej).
Z uwagi na wykorzystany przy produkcji materiał prefabrykaty dzielą się na:
- stalowe,
- drewniane,
- żelbetowe,
- strunobetonowe,
- kablobetonowe,
- inne.

Zalety prefabrykatów:
- szybkość wytwarzania,
- szybkość montażu,
- powtarzalność i precyzja wykonania elementów,
- możliwość osiągnięcia dużych rozpiętości dzięki zastosowaniu w zakładach prefabrykacji i przez wyspecjalizowane ekipy montażowe technologii niemożliwych do zastosowania bezpośrednio na budowie, np:
  - technologia sprężania konstrukcji stalowych,
  - technologia sprężania betonu,
  - technologia drewna klejonego itp.
- większa niezależność realizacji obiektu od warunków pogodowych (aczkolwiek montaż prefabrykatów również jest powiązany z warunkami meteorologicznymi).

Wady prefabrykatów:
- transport prefabrykatów ponadnormatywnych (wadą w tym przypadku jest jedynie zwiększony koszt transportu elementu np. dachowego, co zazwyczaj niwelowane jest w ogólnym rozrachunku procesu realizacji poprzez zmniejszenie prac ziemnych i fundamentowych, zmniejszenie ilości elementów podporowych itp.),
- klawiszowanie płyt stropowych (nie występuje w przypadku poprawnie wykonanego montażu i następujących po nim prac związanych z wykonaniem spoin i nadlewki (nadbetonu)).